# Roger Willis
Roger Christopher Willis (Sheffield, 17 giugno 1967) è un ex calciatore inglese, di ruolo centrocampista.

## Carriera
Nell'estate del 1988 il Grimsby Town, club della quarta divisione inglese, lo preleva dai semiprofessionisti del Dunkirk, con cui aveva trascorso la stagione 1987-1988: con i Mariners tra le stagioni 1988-1989 e 1989-1990 gioca però in totale solamente 9 partite, trascorrendo tra l'altro la seconda parte della stagione 1989-1990 in prestito al Boston Utd in Football Conference (quinta divisione e più alto livello calcistico inglese al di fuori della Football League), categoria nella quale mette a segno 5 reti in 10 presenze ed in cui gioca anche nella stagione 1990-1991 con il Barnet di Barry Fry, con cui mette a segno 19 reti in 39 partite vincendo il campionato e contribuendo così alla prima promozione nella Football League della storia del club, con cui rimane fino all'ottobre del 1992, raggiungendo tra l'altro i play-off della quarta divisione nella stagione 1991-1992. Passa quindi per 175000 sterline al Watford, club di seconda divisione, dove mette a segno in totale 5 reti in 36 partite di campionato. Nella stagione 1993-1994 Fry, nel frattempo passato al Birmingham City (a sua volta in seconda divisione) lo preleva a campionato iniziato dagli Hornets: la sua permanenza nel club, che al termine della stagione 1993-1994 retrocede in terza divisione, dura in realtà però solamente 10 mesi, nei quali comunque mette a segno 5 reti in 19 presenze in campionato: passa poi infatti al Southend Utd, altro club di seconda divisione, dove rimane fino al termine della stagione 1995-1996 senza comunque giocare con grande continuità (in poco meno di 2 campionati gioca infatti 31 partite, nelle quali mette a segno 7 gol). Trascorre poi la stagione 1996-1997 giocando da titolare (40 presenze e 7 reti) in terza divisione con il Peterborough Utd; nell'estate del 1997 si trasferisce al Chesterfield, club di quarta divisione, con cui nella stagione 2000-2001 conquista una promozione in terza divisione. Lascia il club nell'estate del 2002 dopo complessive 21 reti in 135 partite di campionato per fare ritorno al Peterborough, con cui nei primi mesi della stagione 2002-2003 gioca 4 partite in terza divisione: nel corso della stagione lascia però la squadra, andando a giocare nei semiprofessionisti del Kettering Town. Continua a giocare a livello semiprofessionistico fino al termine della stagione 2003-2004, ma sempre in modo abbastanza saltuario e cambiando frequentemente club (11 partite in 5 diversi club nell'arco di poco meno di 2 stagioni).

## Palmarès

### Club

#### Competizioni nazionali
- Conference League: 1

Barnet: 1990-1991

#### Competizioni regionali
- Herts Senior Cup: 3

Barnet: 1990–1991, 1991–1992, 1992–1993
- Hertfordshire Senior Challenge Cup: 1

Barnet: 1990-1991